# ソリガリチ
座標: 北緯59度05分 東経42度17分 / 北緯59.083度 東経42.283度

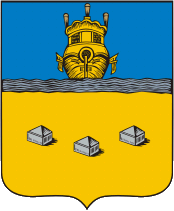
ソリガリチの紋章

ソリガリチ（サリガーリチ、ロシア語: Солига́лич, Soligalich）は、ロシア連邦西部のコストロマ州にある小さな町。人口は5,534人（2021年）。州都コストロマから北東へ220km、ガーリチの街からは北へ80km離れている。ソリガリチスキー地区の行政中心地でもある。ガーリチ丘陵のただなかにあり、ヴォルガ川の支流、コストロマ川の右岸に位置する。

## 歴史
ソリガリチは塩水の泉が湧き岩塩が採掘される製塩の町として誕生し、ここで産出される塩はロシアのみならずスカンジナビアでも重宝された。この地の製塩は、1335年、イヴァン1世の遺した文書の中で「ソリ＝ガーリツカヤ」（Соль-Галицкая、ガーリチの塩）の名で記録にはじめて現れている。
14世紀末には製塩業はモスクワ大公ドミートリー・ドンスコイの孫でガーリチ公のドミートリー・シェミャーカの一族の手に入った。この事業は彼に大きな利益をもたらし、モスクワ大公の座を巡る争いの資金源となった。1450年、ガーリチもソリガリチもついにモスクワ大公ヴァシーリー2世により制圧された。

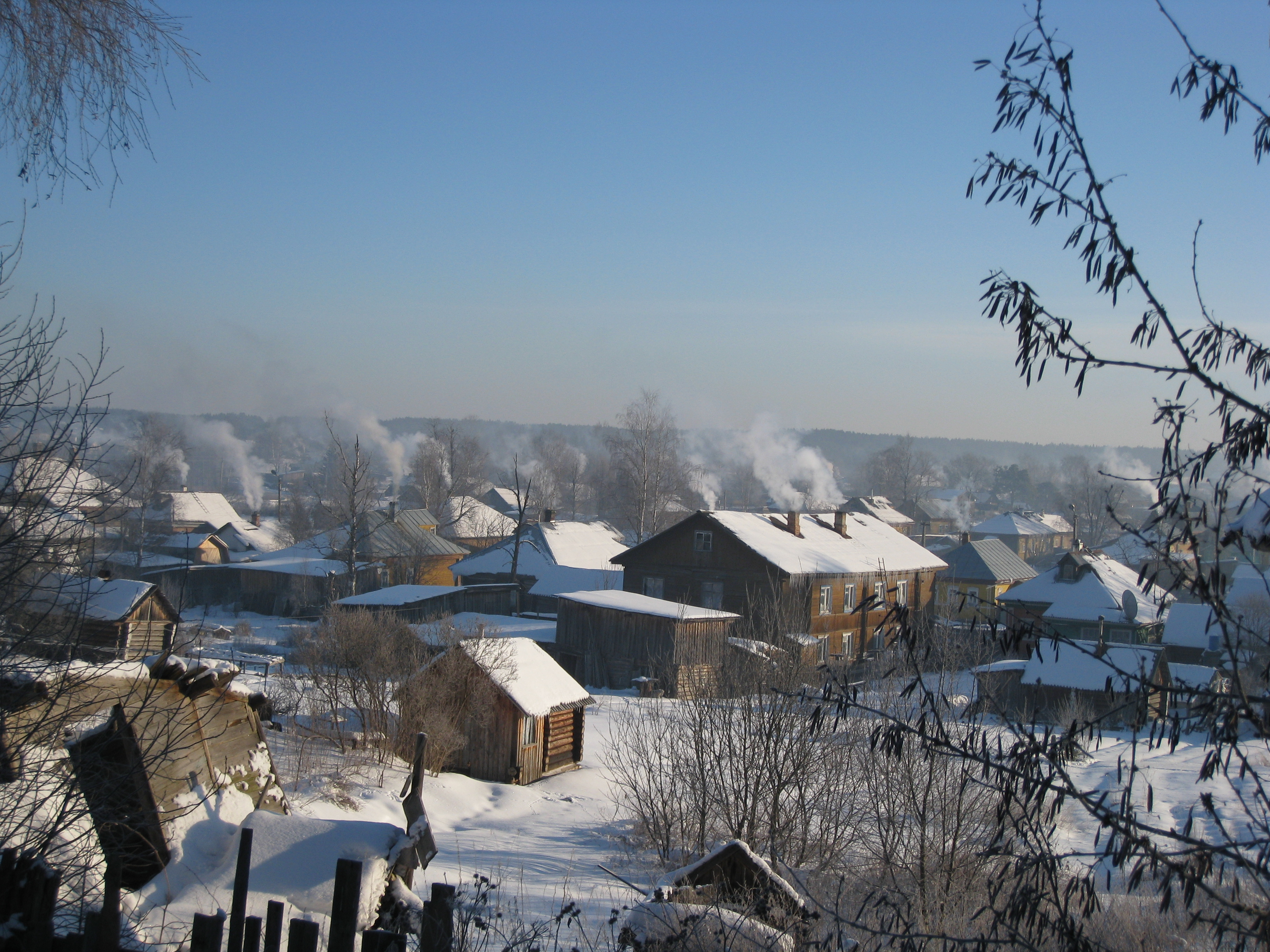
冬のソリガリチ

16世紀には製塩業はセルギエフ・パサードの至聖三者聖セルギイ大修道院およびその他5つの修道院により手がけられていた。この時期、ソリガリチはカザン・ハン国やウドムルト人に何度も襲われている。
動乱時代の最中の1609年、ソリガリチはロシア・ポーランド戦争に伴いロシアに侵入したポーランド軍により略奪を受けている。1649年には大火がおこり、当時木造の街は全焼した。17世紀末にかけて半ダースほどの聖堂がレンガ造りで再建され、今日まで残っている。
1708年、ソリガリチはアルハンゲリスク県の一部となった。1778年にはソリガリチは市となった。コストロマ県が独立しソリガリチは郡の中心地となっている。1808年にも大火が町を焼いており、その後に聖堂などが再建されている。1823年には岩塩が枯渇し、以後は製材や鍛冶の町となった。

## 町の概況
町の主な産業は材木と建材製造（木材・石材）であり、繊維や食品の小さな工場もある。ソリガリチは1841年以来スパのある町として知られ、鉱泉のほか、シルトの混ざった湯や泥湯が湧いており療養に活用されている。現在のソリガリチスキー地区にあるドラキノ村で生まれた探検家ゲンナジー・ネヴェリスコイの記念碑も建つ。
町の古い中心には1817年に建てられた十字架挙栄聖堂（Крестовоздвиженская церковь）、1821年に建てられた救世主顕栄聖堂（Преображенская церковь）1688年に建てられたナヴォロケの聖ニコライ聖堂（церковь Николы на Наволоке）などが建ち、19世紀半ばに交易のために建てられた市場がある。コストロマ川沿いには復活修道院（Воскресенский монастырь）と1660年から1669年にかけて建てられた付属の復活聖堂（Воскресенская церковь）、1335年に成立したハリストス降誕修道院（Рождественский монастырь）と1668年から1805年にかけて建てられた付属のハリストス降誕聖堂（собор Рождества Христова）がある。